# Oceanodroma hornbyi
Oceanodroma hornbyi е вид птица от семейство Hydrobatidae.

## Разпространение
Видът е разпространен в Перу и Чили.